# Fejlődő kis szigetországok

A fejlődő kis szigetországok zöld színnel vannak feltüntetve a világtérképen.

A fejlődő kis szigetországok (Small Island Developing States, SIDS) csoportjába azok a legkevésbé fejlett szigetországok tartoznak, amelyek az ENSZ besorolása szerint a legalacsonyabb szocioökonómiai fejlettségi mutatókkal és emberi fejlettségi indexszel rendelkeznek. A csoportba tartozó országok általában hasonló kihívásokkal néznek szembe: kicsi, de rohamosan növekvő népesség, korlátozott természeti erőforrások, a természeti katasztrófákkal és gazdasági sokkhatásokkal szembeni sérülékenység, a nemzetközi kereskedelemtől való nagymértékű függés, valamint sérülékeny természeti környezet. A kis szigetországok gazdasági növekedését, fejlődési lehetőségeit visszafogják az aránylag magas szállítási és kommunikációs költségek, az energiahordozók magas ára, az ingadozó nemzetközi kereskedelmi forgalom, a méretükhoz viszonyítva aránytalan magas adminisztrációs és infrastrukturális kiadások, illetve a méretgazdaságosság megteremtésének nehézségei.
A fejlődő kis szigetországokat először az 1992-es riói Környezet és Fejlődés konferencián ismerték el a legkevésbé fejlett országok alcsoportjaként. Az ENSZ 1994-ben fogadta el a Barbados Akciótervet, amelyet kimondottan a kis szigetországok fejlődésének támogatására dolgoztak ki.

## A csoportba tartozó országok listája
Jelenleg 52 országot sorolnak a fejlődő kis szigetországok közé az ENSZ Gazdasági és Szociális Tanácsa által felállított három kritérium (alacsony jövedelem, emberi erőforrásbeli gyengeségek, gazdasági sebezhetőség) alapján. Ezen belül három földrajzi térséget különítettek el: a Karib-tenger térsége, a Csendes-óceán térsége, valamint az Afrikát, az Indiai-óceánt, a Földközi-tengert és a Dél-kínai-tenger térségét magába foglaló AIMS térséget. Mindhárom térségben létrehoztak egy regionális kooperációs szervezetet: a Karib-tengeri Közösséget, a Csendes-óceáni Fórumot, illetve az Indiai-óceáni Bizottságot. Ezen felül a legtöbb fejlődő szigetország tagja a Kis Szigetállamok Szövetsége (angolul: Alliance of Small Island States, AISIS) nevű szervezetnek is, amely az ENSZ mellett működő, a kis szigetállamok érdekeit képviselő lobbiszervezet.
| Karibi-térség                         | Csendes-óceáni térség           | Afrika, Indiai-óceán, Földközi-tenger és Dél-kínai-tengeri térség (AIMS) |
| Anguilla 3, 4, 7                      | Amerikai Szamoa 2, 6, 7         | Bahrein 3, 6                                                             |
| Antigua és Barbuda                    | Cook-szigetek 7                 | Zöld-foki Köztársaság 6                                                  |
| Aruba 3, 5, 7                         | Mikronézia                      | Comore-szigetek 1                                                        |
| Bahama-szigetek                       | Fidzsi-szigetek                 | Bissau-Guinea 1, 6                                                       |
| Barbados                              | Francia Polinézia 3, 4, 7       | Maldív-szigetek 5                                                        |
| Belize                                | Guam 2, 6, 7                    | Mauritius                                                                |
| Brit Virgin-szigetek 3, 4, 7          | Kiribati 1                      | São Tomé és Príncipe 6                                                   |
| Kuba 6                                | Marshall-szigetek               | Seychelle-szigetek                                                       |
| Dominikai Közösség                    | Nauru                           | Szingapúr 6                                                              |
| Dominikai Köztársaság 5               | Új-Kaledónia 3, 4, 7            |                                                                          |
| Grenada                               | Niue 7                          |                                                                          |
| Guyana                                | Északi-Mariana-szigetek 3, 6, 7 |                                                                          |
| Haiti 1                               | Palau                           |                                                                          |
| Jamaica                               | Pápua Új-Guinea                 |                                                                          |
| Montserrat 3, 7                       | Szamoa                          |                                                                          |
| Holland Antillák 2, 5, 7              | Salamon-szigetek 1              |                                                                          |
| Puerto Rico 3, 5, 7                   | Kelet-Timor 1, 3, 5             |                                                                          |
| Saint Kitts és Nevis                  | Tonga                           |                                                                          |
| Saint Lucia                           | Tuvalu 1                        |                                                                          |
| Saint Vincent és a Grenadine-szigetek | Vanuatu                         |                                                                          |
| Suriname                              |                                 |                                                                          |
| Trinidad és Tobago                    |                                 |                                                                          |
| Amerikai Virgin-szigetek 2, 6, 7      |                                 |                                                                          |

1. Legkevésbé fejlett országok közé tartozik

2. A Kis Szigetállamok Szövetségének megfigyelő tagja

3. Nem tagja a Kis Szigetállamok Szövetségének

4. A regionális kooperációs szervezet tagja

5. A regionális kooperációs szervezet megfigyelő tagja

6. Nem tartozik a regionális kooperációs szervezethez

7. Nem ENSZ-tag

## Fordítás
- Ez a szócikk részben vagy egészben  a   Small Island Developing States című angol Wikipédia-szócikk fordításán alapul.  Az eredeti cikk szerkesztőit annak laptörténete sorolja fel. Ez a jelzés csupán a megfogalmazás eredetét és a szerzői jogokat jelzi, nem szolgál a cikkben szereplő információk forrásmegjelöléseként.